# Комяк, Николай Иванович
Никола́й Ива́нович Комя́к (10 октября 1928 — 28 мая 2000) — советский и российский учёный в области физических методов исследования материалов, член-корреспондент Российской академии наук (2000).

## Биография
Окончил ЛЭТИ по специальности электровакуумная техника (1952).
В 1960—2000 главный инженер, начальник СКБ рентгеновской аппаратуры, главный конструктор, директор опытного завода «Буревестник», генеральный директор НПО «Буревестник» — директор ВНИИ научприбор, заведующий отделом, с 1994 директор Института аналитического приборостроения РАН.
Преподавал в ЛИТМО: профессор (1985—1987), заведующий кафедрой материаловедения (1987—2000). Организатор и декан (1994—2000) факультета точной механики и технологий.
Главный редактор журнала РАН «Научное приборостроение».
Умер 28 мая 2000 года, похоронен на Большеохтинском кладбище Санкт-Петербурга.

## Награды и звания
Доктор технических наук (1975), профессор по кафедре рентгеновских и электронно-лучевых приборов (1980). Член-корреспондент Российской Академии наук (2000).
Заслуженный деятель науки Российской Федерации (1998). Лауреат Государственных премий СССР (1978) и Украинской ССР (1983) в области науки и техники.
Награждён орденом Октябрьской Революции и двумя орденами Трудового Красного Знамени.

## Сочинения
- Рентгеновские методы и аппаратура для определения напряжений [Текст] / Н. И. Комяк, Ю. Г. Мясников. — Ленинград : Машиностроение. [Ленингр. отд-ние], 1972. — 88 с. : ил.; 20 см.